# 12 Ophiuchi
12 Ophiuchi (HD 149661 / HR 6171 / GJ 631) é uma estrela variável na constelação de Ofiuco.
Classificada como variável BY Draconis, recebe a designação de estrela variável V2133 Ophiuchi.
Está situada a 31,9 anos luz de distância do sistema solar e tem magnitude aparente média +5,76.
GJ 1207, a 2,7 anos luz, é a estrela mais próxima a 12 Ophiuchi.
12 Ophiuchi é uma anã laranja de tipo espectral K0V com uma temperatura efetiva de 5200 K.
Possui uma luminosidade igual ao 49% da luminosidade solar.
De menor tamanho que o Sol, o seu raio —avaliado a partir da medida direta do seu diâmetro angular— é 7% menor que o rádio do Sol.
A sua abundância de elementos pesados (elementos mais pesados do que o hélio) é quase idêntica à do Sol. A gravidade à superfície é igual a {\displaystyle \log(g)=4,6}, sendo pouco maior que a do Sol. A velocidade espacial é de 30 km/s em relação ao Sistema Solar. O elevado período de rotação e a cromosfera ativa indicam uma estrela relativamente jovem.